# Rachel Platten
Rachel Ashley Platten (nascida em 20 de maio de 1981) é uma cantora e compositora de música pop norte-americana. Ela lançou três álbuns independentes entre 2003 e 2014, antes de assinar com a Columbia Records no início de 2015.
Ela chegou à fama em 2015 com o lançamento do single "Fight Song", que atingiu número seis na Billboard Hot 100, superou as paradas no Reino Unido e atingiu o ranking dos dez melhores gráficos em todo o mundo. Platten ganhou um prêmio Emmy pela performance ao vivo da música no Good Morning America. Seu álbum de estreia principal "Wildfire", lançado em 2016, foi certificado de ouro pela RIAA e também lançou "Stand By You" e "Better Place".

## Início da vida
Rachel Platten nasceu em 20 de maio de 1981, filha de Pamela e Paul Platten. Ela cresceu em Newton Centre, Massachusetts. Ela estudou piano clássico desde os cinco anos de idade e tocou guitarra na escola. Ela estudou na Buckingham Browne and Nichols no ensino médio, onde participou do grupo de canto. Platten se formou na Trinity College com uma licenciatura em relações internacionais em 2003. Como parte de um programa de estudo no exterior, ela foi para Trinidad para fazer um estágio no escritório de um diplomata e em uma gravadora. Enquanto estava lá, ela cantou para a banda de um amigo em frente de mais de 80.000 pessoas nas finais da Internacional Soca Monarch em 2002. De acordo com Platten, a partir daquele momento ela sabia que tinha que seguir a música em tempo integral. Ela então se mudou para a vila Greenwich em Nova Iorque. Ela se casou com Kevin Lazan em 2010. Ela cantou sua música a solo em torno da vila e, eventualmente, começou a excursionar o país. Ela já trabalhou com inúmeras instituições de caridade, Musicians On Call (onde ela canta para os pacientes do hospital) e ela é embaixadora da Music Unites. Ela também trabalha com a Fundação Ryan Seacrest e foi embaixadora da Below the Line (um convite para acabar com a pobreza no mundo).

## Carreira

### 2003–14:Trust in MeeBe Here
Ela lançou seu primeiro álbum de estúdio Trust in Me em 2003 – o que ela chamou de "uma coleção de demos." Seu segundo álbum, Be Here, foi lançado pepla Rock Ridge Music em 2011. Ainda está disponível em formato de CD na Walmart.com. Uma canção anterior, "Seven Weeks", foi utilizada para o filme The Good Guy. O tema musical da série da ABC Family Jane by Design, "Work of Art", foi performada por contrato por Platten. Sua canção "Begin Again" foi utilizada centésimo episódio da série de TV Pretty Little Liars. Sua canção "Don't Care What Time It Is" foi utilizada na VH1's Basketball Wives. A canção "You're Safe" foi usada na MTV's Finding Carter em setembro de 2014.
No dia 27 de junho de 2014, Platten estreou "Fight Song" na We Heart It.

### 2015–17Wildfire
Rachel Platten agora é contratada da Columbia Records e no inverno de 2015 lançou oficialmente "Fight Song", primeiro single de seu EP Fight Song e de seu terceiro álbum de estúdio "Wildfire". A canção foi usada no episódio natalino da quinta temporada de Pretty Little Liars, além de ter sido usada nos promos na quarta temporada de Revenge na Seven Network da Austrália. Ela lançou a notícia para seus fãs através de um post no Facebook que dizia: "Para cada pessoa que sempre acreditou em mim, para cada milha que eu dirigi em todo o país, você fez esse momento muito mais doce. Orgulhosa de ter acabado de assinar com a Columbia Records. Tempo de espalhar o amor." A canção também é incluida no trailer da futura série da CBS Supergirl de maio de 2015 e também é usada nos comerciais dos carros da Ford. Chegou ao número seis na Billboard Hot 100, número dois na ARIA Singles Chart, número seis na Irlanda, número oito na Nova Zelandia, número cinco na Billboard Canadian Hot 100 e número um na UK Singles Chart. Tem tripla platina nos Estados Unidos. "Fight Song EP" teve número vinte na Billboard 200 com 26,000 cópias na semana de lançamento.
Ela serviu como ato de suporte na turnê em conjunto The Good Guys & a Girl Tour de Alex & Sierra e Andy Grammer. Ela então ingressou com Christina Perri e Colbie Caillat na The Girls Night Out, Boys Can Come Too Tour no verão norte-americano.
Em 11 de setembro de 2015, Platten lançou o single "Stand by You", que serviu como segundo foco de promoção de seu terceiro álbum de estúdio Wildfire, lançado no primeiro dia de 2016. A música é platina nos Estados Unidos.
Após o massacre da discoteca de Orlando, Platten anunciou que a partir da nova versão acústica de sua "Fight Song" beneficiará o National Compassion Fund, trabalhando para apoiar as necessidades das pessoas impactadas pelo evento.
Em outubro de 2016, Platten cantou The Star Spangled Benner depois do Jogo 1 da Série Mundial de 2016 entre os Cleveland Indians e Chicago Cubs.
Na véspera de Ano Novo de 2016, Platten co-liderou Times Square Ball festividades em Nova York Times Square ao lado de Gavin DeGraw, onde apresentou "Fight Song", "Stand By You", "Beating Me Up" e "Imagine" de Jonh Lennon.

### 2017–presente:Waves
"Broken Glass", o lead single de seu próximo álbum de estúdio, Waves, foi lançado em 18 de agosto de 2017. O álbum foi lançado dia 27 de outubro de 2017.

## Vida Pessoal
Em 2012, Platten casou-se com Kevin Lazan em uma cerimônia judaica. Eles tem duas filhas juntos, Violet Skye (2019) e Sophie Jo (2021).

## Discografia
| - Trust In Me (2003) - Be Here (2011) - Wildfire (2016) - Waves (2017) | - Fight Song EP (2015) |

## Prêmios e indicações
| Ano  | Premiação                 | Prêmio                                                         | Nominação            | Resultado | Ref.   |
| ---- | ------------------------- | -------------------------------------------------------------- | -------------------- | --------- | ------ |
| 2015 | Teen Choice Awards        | Choice Music: Breakout Artist                                  | Ela mesma            | Indicado  | [ 29 ] |
| 2015 | Teen Choice Awards        | Choice Summer Song                                             | "Fight Song"         | Indicado  | [ 29 ] |
| 2016 | iHeartRadio Music Awards  | Best Lyrics                                                    | "Fight Song"         | Venceu    | [ 30 ] |
| 2016 | Radio Disney Music Awards | Breakout Artist Of The Year                                    | Ela mesma            | Indicado  | [ 31 ] |
| 2016 | Billboard Music Awards    | Top Selling Song                                               | "Fight Song"         | Indicado  | [ 32 ] |
| 2016 | Daytime Emmy Awards       | Outstanding Musical Performance in a Talk Show/Morning Program | Good Morning America | Venceu    | [ 33 ] |
| 2016 | American Music Awards     | Favorit Adult Contemporary Artist                              | Ela mesma            | Indicado  | [ 34 ] |
| 2017 | Gracie Awards             | Inaugural Gracie Impact Award                                  | Ela mesma            | Venceu    | [ 35 ] |

## Filmografia
| Ano  | Título         | Papel                            | Episódio |
| ---- | -------------- | -------------------------------- | -------- |
| 2017 | A Irmã do Meio | Ela mesma; participação especial | —        |